# Funisciurus lemniscatus
Funisciurus lemniscatus е вид бозайник от семейство Катерицови (Sciuridae).

## Разпространение
Видът е разпространен в Габон, Демократична република Конго, Екваториална Гвинея и Камерун.